# Dácios

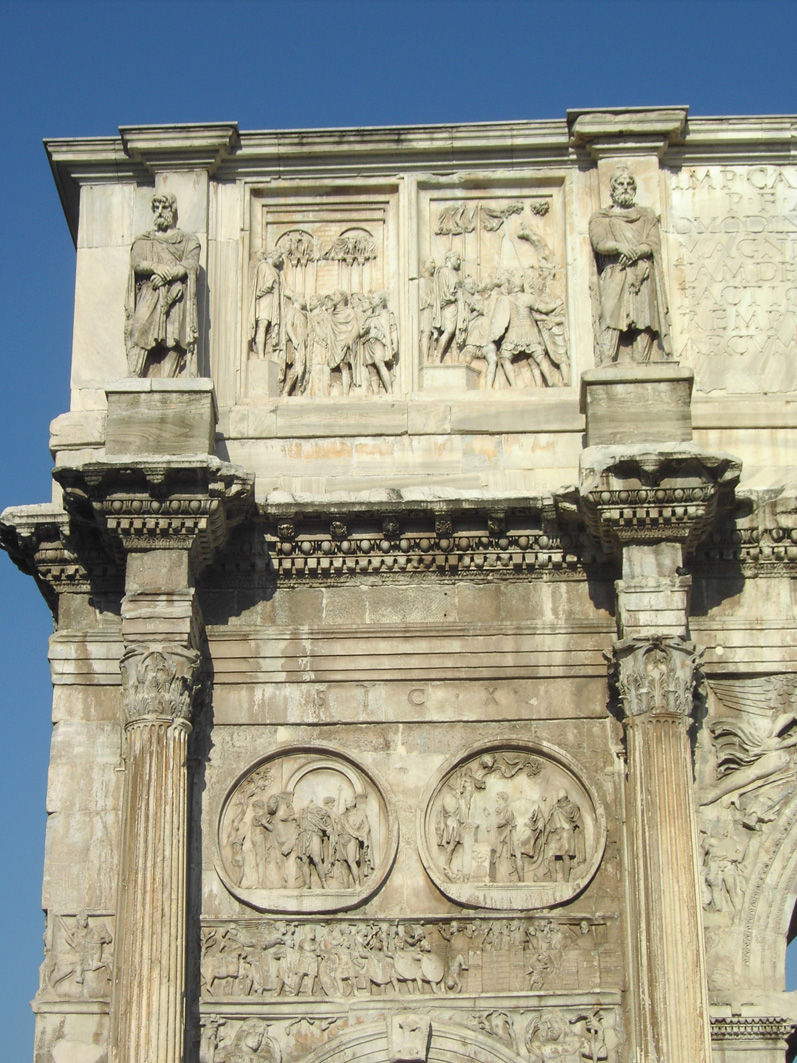
Estátuas de dácios no Arco de Constantino (lado sul, à esquerda).

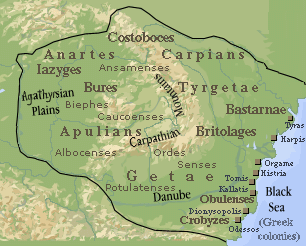
Reino dácio, durante o reinado de Burebista, 82 a.C.

Os dácios (em latim: Daci; em grego antigo: Δάκοι, transl. Dakoi, ou Δάοι, Daoi, ou ainda Δάκες, Dakes; em grego medieval: Δάκαι, Dákai) foram um povo indo-europeu, citado por alguns autores da Antiguidade como aparentados aos trácios. Habitavam a antiga região da Dácia, localizada na região dos Cárpatos e seus arredores, avançando para leste até o Mar Negro, na região que hoje em dia é ocupada pela Romênia e Moldávia, bem como partes da Sarmácia (leste da Ucrânia), Mésia (Sérvia Oriental, Norte da Bulgária), Eslováquia, e Polônia. Falavam o dácio, e apesar de sua herança cultural trácia, apresentavam influências culturais de outros povos vizinhos, como os citas e os invasores celtas do século IV a.C.

### Antiga
- Estrabão (c. 20 d.C.). Geographica (em grego antigo). [S.l.: s.n.]

### Moderna
- Husovská Ludmilá (1998) “Slovakia: walking through centuries of cities and towns”, Priroda
- Jażdżewski, Konrad (1948). Atlas to the prehistory of the Slavs (em inglês). [S.l.]: Lodzkie Tow Naukowe
- Westropp, Hodder M. (2003). Handbook of Egyptian, Greek, Etruscan and Roman Archeology (em inglês). [S.l.]: Kessinger Publishing. ISBN 978-0-7661-7733-8